# PH值
pH，亦称pH值、氢离子浓度指数、酸值、酸鹼值、「⿰离巠」（離氫切、注音：ㄌㄧㄥˊ、拼音：líng）標值，是溶液中氢离子活度的一种标度，也是衡量溶液酸碱程度的最普遍标准。概念在1909年由丹麦生物化学家瑟倫·索倫森提出，「pH」的「H」代表氫離子（H⁺）；「p」的來源則有幾種說法：第一種稱p代表德语，意思是力度、強度；第二種稱pH代表拉丁文，即「氫的量」；第三種認為p只是索倫森随意选定的符号，因为他也用了q。现今的化学界把p加在无量纲量前面表示该量的负对数。
通常（25℃、298.15K），溶液pH小于7时呈酸性，pH大于7时呈碱性，等于7时为中性。
pH可小于0，如10M鹽酸的pH为−1；也可大于14，如10M氫氧化鈉的pH为15.00。

## 历史
1909年，丹麦化学家瑟伦·索伦森在嘉士伯实验室引入了pH的概念，最初使用符号“pH•”，以H•作为小写p的下标。 这个概念后来于 1924 年被修改为现代 pH 值，以适应电化学电池的定义和测量。

对于符号p，我建议将其命名为“氢离子指数”并使用符号pH• 。 那么，对于溶液的氢离子指数（pH•），可以理解相关氢离子当量浓度的常用对数的负值。

瑟伦·索伦森没有解释为什么他使用字母 p，并且该字母的确切含义仍然存在争议。瑟伦·索伦森描述了一种利用电位差测量 pH 值的方法，它代表氢离子浓度的 10 的负次方。 字母 p 可以代表法语 puissance、德语 Potenz 或丹麦语 potens，均表示“力量”，也可能表示“潜力”。 所有这些单词在法语、德语和丹麦语中均以字母 p 开头，这些语言是索伦森发表论文所用的语言：嘉士伯实验室讲法语； 德语是科学出版的主要语言； 索伦森是丹麦人。 他在论文其他地方也以大致相同的方式使用了字母 q，并且他可能任意地将测试溶液标记为“p”，参考溶液标记为“q”； 这些字母经常成对出现。一些文献资料表明，“pH”代表拉丁术语 pondus Hydrogenii（氢的量）或 potia Hydrogenii（氢的力量），尽管瑟伦·索伦森的著作并不支持这一点。
在现代化学中，p 代表“负的十进制对数”，并在术语 pKa 中用于表示酸解离常数，因此 pH 是“H+ 离子浓度的负十进制对数”，而 pOH 是“ OH-离子浓度的负十进制对数”。
对乳制品和食品安全产生影响的细菌学家爱丽丝·艾万斯 (Alice Catherine Evans) 认为威廉·曼斯菲尔德·克拉克 (William Mansfield Clark) 及其同事（包括他自己）在 1910 年代开发了 pH 测量方法，该方法对此后的实验室和工业应用产生了广泛影响。 在他的回忆录中，他没有提到克拉克和同事几年前对索伦森的工作了解多少。他说：

在这些细菌代谢研究中，克拉克博士的注意力集中在酸对细菌生长的影响上。
他发现，氢离子浓度的酸强度会影响它们的生长。但现有的酸度测量方法确定的是酸的数量，而不是酸的强度。接下来，克拉克博士与他的合作者一起开发了测量氢离子浓度的准确方法。这些方法取代了世界各地生物实验室使用的不准确的测定酸含量的滴定方法。人们还发现它们适用于广泛使用的许多工业和其他过程。

第一个测量 pH 值的电子方法是由加州理工学院教授阿诺德·奥威尔·贝克曼于 1934 年发明的。这是为了响应当地柑橘种植商新奇士的请求，该种植商希望有一种更好的方法来快速测试他们从附近果园采摘的柠檬的 pH 值。

## 定義
| 物質                   | pH值        | 性質 |
| ---------------------- | ----------- | ---- |
| 濃硫酸（95 M）         | -2.05       | 酸性 |
| 濃硝酸（48 M）         | -1.65       | 酸性 |
| 濃鹽酸（10 M)          | -1.00       | 酸性 |
| 硝酸（1 M）            | -0.25       | 酸性 |
| 氫氯酸（1 M）          | 0.00        | 酸性 |
| 鉛酸蓄電池的酸液       | 1.00        | 酸性 |
| 稀鹽酸（0.08M)         | 1.15        | 酸性 |
| 胃酸                   | 1.20        | 酸性 |
| 檸檬汁                 | 2.00        | 酸性 |
| 食醋                   | 2.25        | 酸性 |
| 可樂                   | 2.50        | 酸性 |
| 番茄汁                 | 3.00        | 酸性 |
| 橙汁                   | 3.20        | 酸性 |
| 蘋果汁                 | 3.50        | 酸性 |
| 啤酒                   | 3.90        | 酸性 |
| 酸雨                   | 4.50        | 酸性 |
| 咖啡                   | 5.00        | 酸性 |
| 茶                     | 5.70        | 酸性 |
| 牛奶                   | 6.50        | 酸性 |
| 蒸馏水，氯化钠溶液     | 7.00        | 中性 |
| 人血                   | 7.35～7.45  | 鹼性 |
| 海水                   | 8.00        | 鹼性 |
| 肥皂                   | 8.90～10.10 | 鹼性 |
| 石灰水                 | 11.00       | 鹼性 |
| 家用氨水除垢劑         | 11.50       | 鹼性 |
| 漂白水（次氯酸鈉）     | 12.50       | 鹼性 |
| 家用通渠剂             | 13.50       | 鹼性 |
| 氫氧化鈉（1 M）        | 14.00       | 鹼性 |
| 氫氧化鉀（1 M）        | 14.50       | 鹼性 |
| 濃氫氧化鈉溶液（25 M） | 15.35       | 鹼性 |

pH的計算公式是
pH＝-log[H⁺]＝log{\displaystyle {\frac {1}{\left[{\mbox{H}}^{+}\right]}}}
[H⁺]指溶液氫離子活度（有時也寫為[H₃O⁺]，水合氫離子活度），單位摩尔每升或M（mol/L），稀溶液中氫離子活度約等於氫離子濃度，可用氫離子濃度來近似計算。
在25°C，pH＝7的水溶液（如純水）為中性，水在25°C自然電離出的氫離子和氫氧根離子濃度的乘積（水的離子積常數，Kw）始終是1×10⁻¹⁴，且兩種離子的濃度都是1×10⁻⁷M。pH小于7即H⁺濃度大於OH⁻濃度，溶液酸性強，而pH大于7則H⁺濃度小於OH⁻濃度，溶液鹼性強。是故pH愈小，溶液愈酸；pH愈大，溶液也就愈鹼。
如溶劑非水或溫度非25°C，中性溶液pH就可能不是7，而須計算該溶劑在這溫度的電離常數來決定中性pH的值；水在373K（100℃）的离子积常数为5.5×10⁻¹³，pH约6.13，此时為中性溶液。現实的溶液不是理想溶液，仅用H⁺浓度不可准确测量，也无法准确计到溶液的pH，故应採H⁺活度，即
pH＝-log{\displaystyle (a{H}^{+})=\log _{10}\left({\frac {1}{a{H}^{+}}}\right)}
这样从理论上讲只要知道氢离子的活度a(H⁺)就可以得到溶液的准确pH。
于是pH有了操作定义：测量以下伽伏尼电池的电动势E未知： 
参比电极｜浓氯化鉀溶液‖要測的溶液｜H₂｜鉑（電極）
将未知pH的溶液换成已知pH的溶液，同样测量电池的电动势E已知，则 
pH（未知）＝pH（已知）＋{\displaystyle {\frac {(E_{\text{已知}}-E_{\text{未知}})F}{RTln(10)}}}
F为法拉第常数，{\displaystyle R}为摩尔气体常数，{\displaystyle T}为热力学温度。测定未知溶液与标准溶液的电动势就可计出未知溶液的pH。IUPAC为此规定了一些标准溶液的pH。

## 测量
溶液pH有很多方法来测量：
- 在待测溶液加入pH指示剂，不同指示剂根据不同的pH会变色，根据指示剂的研究就可以确定pH的范围。滴定时，可以作精确的pH标准。此外，有多种pH指示剂配制而成的pH试剂。
- 使用pH试纸，pH试纸有广泛试纸和精密试纸，用玻棒沾一点待测溶液到试纸上，然后根据试纸颜色对照比色卡也可以得到溶液的pH。上方表格就相当于比色卡。
  - pH试纸不能夠顯示出油份的pH，pH试纸以氫離子來量度待测溶液的pH，但油沒有氫離子，pH试纸不能顯示出油份的pH。
  - pH試紙及pH指示劑難以測試有顏色的溶液，因為溶液的顏色會干擾結果的顏色，所以不能使用pH試紙及pH指示劑測試有顏色的溶液。
- 使用pH计，pH计是测量溶液pH的仪器，它通过pH选择电极（如玻璃电极）来测量出溶液的pH。pH计可精确到小数点后三位。

## pOH
pOH（氢氧根离子浓度指数）是和pH相对应、表示溶液中氢氧根离子活度的概念，
pOH＝－log[OH⁻]
在298K（25℃），水的离子积Kw＝[H⁺][OH⁻]＝10⁻¹⁴，log Kw＝log[H⁺]＋log[OH⁻]，pOH＝14－pH，pH和pOH之和為14。

## 用途
| 組織或物質    | pH         |
| ------------- | ---------- |
| 胃酸          | 1          |
| 溶酶體        | 4.5        |
| 嗜鉻細胞顆粒  | 5.5        |
| 人類皮膚      | 5.5        |
| 尿液          | 6.0        |
| 37°C的純水    | 6.81       |
| 細胞質        | 7.2        |
| 腦脊液（CSF） | 7.5        |
| 血液          | 7.34－7.45 |
| 線粒體基質    | 8.0        |
| 胰腺分泌物    | 8.1        |

由pH定义得知pH是衡量溶液酸碱的尺度，很多領域都要知溶液pH從而控制溶液酸碱：
- 医学：人血pH通常在7.35－7.45间，超出範圍就是病理现象。唾液pH也用于判断病情。
- 化学和化工：很多化学反应須在特定pH，否则得不到期望产物。
- 农业：茶等很多農作物有喜歡酸土或碱土的习性，控制土壤pH可使農作物更茁壯。

## 延伸閱讀
- Online pH Calculator（页面存档备份，存于）

## 外部鏈接
- The pH Scale
- Chem1 Virtual Textbook, Acid-base Equilibria and Calculations（页面存档备份，存于）
- Red Cabbage pH Indicator（页面存档备份，存于）
- Food and Foodstuff – pH Values（页面存档备份，存于）
- Online pH Calculator for about 100 inorganic Acids, Bases, and Salts（页面存档备份，存于）